# 星光大道 (台灣節目)
《星光大道》（英語：Top Million Star）是臺灣一個電視歌唱選秀節目，金星娛樂製作，中華電視公司與酷瞧共同監製，遊戲橘子冠名贊助，2015年8月3日首錄，2015年8月15日開播。主持人為吳怡霈、林俊逸，另設有五席評審，陶晶瑩擔任星光評審長，固定評審有辛曉琪、宋念宇、男人幫等，此外，將會設立客座評審團隊，蕭敬騰、趙傳、羅大佑、吳克群、藍心湄、草蜢、紀曉君、林宥嘉等輪番上陣，第一季已於11月28日結束，12月5日起由《名模出任務》接檔。在臺灣、新加坡、馬來西亞等地同步播出，成為全台第一個跨螢、跨區的節目，並且將推出專屬APP「星光酷選」，觀眾可透過手機APP投票、直擊選手練唱、直接跟選手互動。入圍第51屆金鐘獎，獲得最佳綜藝節目獎。

## 入圍選手
在正式比賽前，節目已先進行選拔賽，選拔賽分為兩個階段：網路海選「星光酷選」與實體複賽「星光大道實體複賽」。
透過網路，第一階段的線上選拔吸引來自新加坡、馬來西亞、中國大陆、美國…等世界各國破千位參賽者，選手參賽影片分享次數已累積達45萬，「星光酷選」影片總瀏覽量更突破150萬次；網路選拔得票數前5名，直接取得複賽資格。
第二階段「星光大賽實體複賽」於2015年6月28日在三創生活園區舉辦。實體複賽邀到樂團 F.I.R. 團長「陳建寧」、音樂製作人「洪敬堯」與製作人「李欣芸」擔任評審，將選出50名選手登上節目。
| 尤鴻銘 30歲，台灣台中                                  | 徐夢葹 24歲，馬來西亞          | 闇鴻麟 24歲，台灣屏東 | 臉不乾淨 許耀謙，19歲，台灣新北 宮象瑋，21歲，台灣新北 | 盧苑呈 22歲，台灣新北 |
| 林士軒 24歲，台灣高雄                                  | 陳藍杰 24歲，台灣宜蘭          | 李俋君 24歲，台灣高雄 | 簡淑萍 22歲，台灣新北                                  | 許益凱 21歲，馬來西亞 |
| 韋國元 34歲，台灣台北                                  | 車志立 24歲，馬來西亞          | Shiny 25歲，中國山東  | 張堉菖 26歲，台灣宜蘭                                  | 江卓權 20歲，馬來西亞 |
| 黃燕玲 23歲，多明尼加                                  | 徐俊傑 22歲，台灣台北          | 陳景皓 20歲，台灣嘉義 | 謝旻樺 25歲，台灣台北                                  | 陳品涵 29歲，台灣台北 |
| 萊特姊弟 胡斯華，30歲，台灣台北 胡斯漢，25歲，台灣台北 | 李龍(Rocker Nguyen) 22歲，越南 | 王艷薇 21歲，馬來西亞 | 王志弘 22歲，台灣高雄                                  | 謝祥寅 20歲，台灣桃園 |
| 易薇倪 25歲，新加坡                                    | 鄭幸安 27歲，馬來西亞          | 顏俊哲 35歲，台灣屏東 | 羅士庭 22歲，台灣台北                                  | 葉祖廷 20歲，台灣台北 |
| 張聖子 23歲，台灣花蓮                                  | 陳銳 24歲，台灣台北            | 陳靜宜 25歲，馬來西亞 | 劉雯 21歲，中國華北                                    | 任龍欣 21歲，台灣台北 |
| 曾宇辰 24歲，台灣新竹                                  | 張芮菲 25歲，台灣屏東          | 謝秉宇 20歲，台灣南投 | 白楚山 27歲，台灣南投                                  | 陳虹竹 26歲，台灣台北 |
| 謝秉昀 23歲，台灣台北                                  | 朱佳祈 29歲，台灣花蓮          | 劉學甫 23歲，台灣新竹 | 劉植軒 23歲，台灣嘉義                                  | 宋楚琳 22歲，台灣高雄 |
| 吳冠宏 27歲，台灣台北                                  | 劉姍姍(劉大山) 29歲，中國新疆  | 楊淑萱 23歲，馬來西亞 | 邱詩凌 27歲，馬來西亞                                  | 史斯宇 20歲，台灣台中 |

- 此排序為節目播出之出場順序。

## 六強選手
2015年11月7日進行決賽，以兩回合的比賽(各站45%)及人氣投票(站10%)的比分決定名次。
| 姓名   | 名次 | 第一階段分數 | 第二階段分數 | 人氣投票 | 最終分數 |
| ------ | ---- | ------------ | ------------ | -------- | -------- |
| 車志立 | 冠軍 | 94分(42.3)   | 93分(41.9)   | 1.6      | 85.8     |
| 宋楚琳 | 亞軍 | 90分(40.5)   | 94分(42.3)   | 1.7      | 84.5     |
| 簡淑萍 | 季軍 | 92分(41.4)   | 92分(41.4)   | 1.6      | 84.4     |
| 任龍欣 | 殿軍 | 86分(38.7)   | 94分(42.3)   | 2.0      | 83.0     |
| 邱詩琳 | 5    | 86分(38.7)   | 94分(42.3)   | 1.9      | 80.6     |
| 楊淑萱 | 6    | 83分(37.4)   | 81分(36.5)   | 1.2      | 75.1     |

## 電視金鐘獎
| 年份 | 獲提名               | 獎項             | 結果 |
| ---- | -------------------- | ---------------- | ---- |
| 2016 | 星光大道             | 綜藝節目獎       | 獲獎 |
| 2016 | 陶晶瑩 林俊逸 吳怡霈 | 綜藝節目主持人獎 | 提名 |

## 外部連結
- 官方网站 - 華視
- 星光大道 Top Million Star的Facebook專頁（沿用超級星光大道的粉絲專頁）
- 星光酷選APP iOS下載頁面 （页面存档备份，存于）
- 星光酷選APP Android下載頁面 （页面存档备份，存于）

收視率